# Alvah Curtis Roebuck

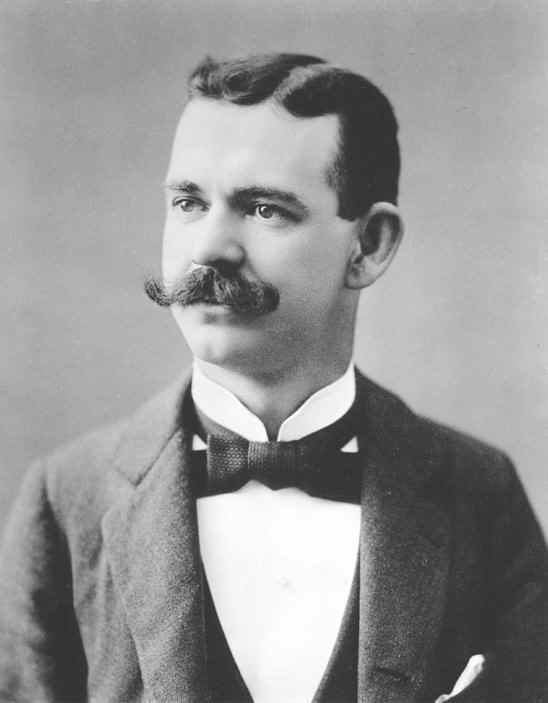

 Alvah Curtis Roebuck (* 9. Juni 1864 in Lafayette, Indiana; † 18. Juni 1948 in Chicago, Illinois) war ein US-amerikanischer Mechaniker und Mitbegründer der Firma Sears & Roebuck (1887–1895). Von 1897 bis 1909 war er Präsident der Enterprise Optical Equipment Manufacturing Company und von 1909 bis 1924 Präsident der Woodstock Typewriter Company.

## Richard Sears und Alvah Roebuck
Roebuck arbeitete als Uhrmacher in einem Schmuckgeschäft in Hammond, Indiana. Am 1. April 1887 fand eine Anzeige aus Chicago seine Aufmerksamkeit, in der ein Uhrmacher gesucht wurde. Roebuck hatte schon immer davon geträumt, westwärts zu ziehen, aber mit der Anzeige war der Norden ebenso gut. Diese Anzeige hatte Richard Warren Sears aufgegeben. Roebuck brachte sein gesamtes Wissen um die Reparatur von Uhren und Liebe zur Mechanik mit. Sears hatte am 1. März 1887 ein Geschäft in der Dearborn Street in Chicago mit 3 Angestellten eröffnet; 1 Buchhalter und zwei Stenographen für die Korrespondenz, das unter dem Namen R.W. Sears Watch Company firmierte.
Im Jahr 1888 veröffentlichte das Unternehmen den ersten seiner berühmten Versandkataloge. Er umfasste 80 Seiten und warb hauptsächlich für Uhren und Schmuck. Als Druckerei, die in der Lage war, einen Katalog zu drucken, fand Roebuck die Firma W.B. Conkey in Hammond, Indiana. Zu verschiedenen Zeiten zwischen 1888 und 1891 war Sears mit dem Geschäft gelangweilt und verkaufte Roebuck seinen Anteil.  Mit 25 Jahren zog sich Sears aus der Firma zurück und verkaufte seine Firmenhälfte an Roebuck, der daraufhin die Firma A. C. Roebuck gründete. Aber Sears wurde es bald wieder langweilig und er kam zurück. Nach einem Jahr als stiller Partner nahmen sie den Namen Sears and Roebuck an.
Innerhalb von zwei Jahren wuchs der Katalog auf 322 Seiten, gefüllt mit Kleidung, Schmuck, und solchen langlebigen Gütern wie Nähmaschinen, Fahrräder und sogar Musikinstrumenten. Sears war ein kluger und aggressiver Verkäufer – ein Kollege sagte einmal über ihn: „Er könnte wahrscheinlich einen Hauch von Luft verkaufen“ – Sears unterbot seine Konkurrenz durch den Aufkauf von Auslaufbeständen und Retouren von Herstellern und gab Rabatte an die Kunden weiter. Im Jahre 1894 verkündete der Sears Katalog, dass Sears das „billigste Versorgungshaus auf der Welt“ sei.
Mit dem Wachsen des Geschäfts wuchsen auch Roebucks Ängste vor den Verpflichtungen gegenüber ihren Lieferanten. Er bat Sears um Auszahlung seines Anteils. Sobald dieser neue Partner in Aron Nusbaum und Julius Rosenwald gefunden hatte, zahlte er Roebuck 1895 eine Abfindung von $25.000.
Sears ließ Roebuck aber nicht einfach ziehen, sondern betraute ihn mit der Aufsicht über verschiedene Tochtergesellschaften, die als Subunternehmer unterschiedliche Produkte herstellten.

## Enterprise Optical Company
Die von Alvah C. Roebuck 1896 in Chicago gegründete Firma Enterprise Optical Company begann nach einem Vorläufermodell  Laterna magica  ihre Arbeit 1898 mit dem Verkauf des ersten von Roebuck konstruierten Projektors Optigraph, der über den Katalog von Sears Roebuck and Company verkauft wurde. Sie ist damit Vorläufer der modernen Diaprojektion sowie der Filmprojektion. Er galt als eines der robustesten und in der Praxis verlässlichsten Projektoren-Modelle überhaupt und war die Vorform des Motiograph Model No. 1, das die Firma 1908 vorstellte (als Markenname registriert 1909). Das Malteserkreuz war austauschbar bzw. konnte zu Reparaturen aus dem Apparat entfernt werden, ohne dass man den Projektor auseinanderbauen musste.
Das Nachfolgemodell aus dem Jahre 1913 sorgte mit doppelten Schwungscheiben für besseren Gleichlauf und mit einer Dreiflügelblende für eine deutliche Reduktion des Flickerns. Das Model E folgte 1916; es enthielt einen Motor sowie einen neuen Objektivanschluss, der es dem Vorführer gestattete, die Optik zu wechseln, ohne die Linsen anzufassen. Weitere Modelle – u. a. für Breitfilm-Formate, später für Tonfilm – folgten. Die Zuverlässigkeit des Motiographen war Legende. 1936 wurde die Firma in Motiograph, Inc. umbenannt.

## Die Emerson (spätere Woodstock) Schreibmaschine
Nach den Aufzeichnungen von Roebuck wurde er 1909 Geschäftsführer der Emerson Typewriter Company und lernte in den nächsten Jahren viel über deren Funktionsweise. 1912 versuchte er es mit einem Modell von Harris. Er schien zu wissen, was an der Maschine nicht richtig war. 1914 wurde sie als Woodstock Typewriter Company neu eröffnet und war sogleich erfolgreich. 1922 zeigte sich, dass eine erfahrene Typistin auf einer Woodstock 120 Wörter pro Minute schreiben konnte; der Weltrekord lag bei 125 Wörtern/Minute auf einem Underwood-Modell.
Als Roebuck mit 65 Jahre seinen Ruhestand in Florida genoss, brach der Aktienmarkt am 29. Oktober 1929 plötzlich zusammen. Roebucks finanzielle Verluste waren so schwerwiegend, dass er wieder zu Sears, Roebuck & Co. ging und Julius Rosenwald um Beschäftigung bat. Rosenwald bat ihn, sich mit der Firmengeschichte zu befassen. Im September 1934 wollte einer der Warenhauspächter unbedingt sein persönliches Erscheinen. Das wurde dann ein so großer Erfolg, dass Roebuck bis Anfang der 1940er Jahre die Niederlassungen in ganz Amerika aufsuchen und über die Anfänge der Firma berichten musste.